# Reginald Edward Stubbs
Sir Reginald Edward Stubbs, (né le 13 octobre 1876 - mort le 7 décembre 1947), est un administrateur colonial britannique.
Il a été le 27e gouverneur du Ceylan britannique dans l'actuel Sri Lanka, le 16e gouverneur de Hong Kong, gouverneur de Jamaïque, et gouverneur de Chypre.

## Distinctions

### Décorations
- Ordre de Saint-Michel et Saint-Georges Chevalier Grand-croix (GCMC), en 1928.

### Honneurs
- Fellow d'honneur au Corpus Christi College, 1926.
- Legum Doctor d'honneur, à l'Université de Hong Kong, 1926.